# SupremeSat 2
O SupremeSat 2 (originalmente denominado SupremeSat 3) foi um projeto de satélite de comunicação geoestacionário cingalês que seria construído pela Academia Chinesa de Tecnologia Espacial (CAST). Ele estava programado para ser colocado na posição orbital de 0 grau de longitude leste e seria operado pela SupremeSAT. O satélite seria baseado na plataforma DFH-4 Bus e sua expectativa de vida útil era estimada em 15 anos. Em 2016, tornou-se público, que o projeto foi suspenso devido as más condições do mercado.

## Lançamento
O satélite foi programado para ser lançado ao espaço no ano de 2018, por meio de um veículo Longa Marcha 3B/G2 a partir do Centro Espacial de Xichang, na China.

## Capacidade
O SupremeSat 2 seria equipado com 42 transponders em banda Ku.